# Красный Луг (Смоленская область)
Красный Луг — деревня в Велижском районе Смоленской области России. Входит в состав Заозерского сельского поселения. Население — 5 жителей (2007 год). 
Расположена в северо-западной части области в 26 км к северо-востоку от Велижа, в 28 км северо-восточнее автодороги Р133 Смоленск — Невель, на берегу реки Сычевка. В 98 км южнее деревни расположена железнодорожная станция Куприно на линии Смоленск — Витебск.

## История
В годы Великой Отечественной войны деревня была оккупирована гитлеровскими войсками в июле 1941 года, освобождена в сентябре 1943 года.